# Aeroportul Augusto Severo
Aeroportul Augusto Severo (IATA: NAT, ICAO: SBNT) este un aeroport din Parnamirim, Rio Grande do Norte, Brazilia ce deservește zona Natal. Aeroportul a fost tranzitat în 2021 de 17.672 de pasageri. A fost deschis în 1951.
Situat la o altitudine de 51 m, aeroportul dispune de o singură pistă. Este operat de Infraero⁠(d).